# Pasar Sorkam
Pasar Sorkam is een bestuurslaag in het regentschap Tapanuli Tengah van de provincie Noord-Sumatra, Indonesië. Pasar Sorkam telt 2509 inwoners (volkstelling 2010).